# 南日特种区
南日特种区，是中华民国大陆时期福建省的一个准县级行政单位，为三等特种区，特种区类别为海岛类。

## 历史沿革
南日岛自明清以来分属于莆田、福清两县，历朝均由福清派驻县丞、县佐等县官驻治。国民政府时期，南日全岛划归福清县辖。1934年，南日属福清县第九区，翌年4月升格为特种区，直属行政督察区管辖，9月一度撤销，属福清县第四区，1936年底复设特种区。
1939年冬，南日岛被日军占领，国军收复后拟撤销特种区重新划归福清，因其风俗民情与经济交通均与莆田县更近，遂于1940年5月底撤特种区并改设莆田县第七区。